# Still Alive
Still Alive – pierwszy album studyjny zespołu Cochise.

## Lista utworów[1]
1. Letter from Hell
2. Ex
3. War Song
4. Girl with the Gun
5. Still
6. Dirty
7. Karzeł
8. Coma
9. Suicide Lovers
10. Sad Woman
11. Seven Days (utwór dodatkowy)